# Maison de Toerring
La maison de Toerring (ou Törring) est une famille des Comtes du Saint-Empire allemande originaire de Haute-Bavière. Médiatisée en 1806, la maison de Toerring appartenait aux Standesherren du royaume de Bavière dans la Confédération germanique et l’Empire allemand.

## Histoire
En 1210, l'archevêque de Salzbourg autorisa la famille à construire un château près du Waginger See qui s'appelait Törring. Bien qu'ils ne soient pas eux-mêmes d'origine dynastique, des nobles et des chevaliers les servaient de vassaux.
La famille s'est divisée dans les branches Toerring-Stein, Toerring-Jettenbach et Toerring-Seefeld. En 1566, la famille acquit le statut de baron impérial et en 1630 le titre de comte du Saint-Empire.
Le comté de Gronsfeld au sud-ouest de Maastricht, acquis par mariage en 1745 et appartenant au Collège des Comtes de Westphalie de la Diète d'Empire, est perdu en 1794 par l'occupation française. Selon le recès d'Empire en 1803, la famille a reçu l'ancienne abbaye de Gutenzell en Haute Souabe en compensation. Cette lignée, qui appartenait à la haute noblesse, fut médiatisée dans le royaume de Wurtemberg en 1806 et s'éteignit en 1860. La famille n'est plus représentée aujourd'hui que par les Toerring-Jettenbach. Le comte Clemens Maria de Toerring-Jettenbach (de) a été reconnu en 1888 comme le successeur légal de la branche des Standesherren de Gutenzell par les royaumes de Bavière et de Wurtemberg, en lui décernant le prédicat honorifique Son Altesse Illustrissime.

## Liste des comtes de Toerring-Jettenbach depuis 1888
- 1888-1891 : Clemens Maria de Toerring-Jettenbach (de) (1826-1891) ;
- 1891-1929 : Hans Veit de Toerring-Jettenbach (1862-1929) ;
- 1929-1967 : Charles-Théodore de Toerring-Jettenbach (1900-1967) ;
- Depuis 1967 : Hans Veit de Toerring-Jettenbach (1935).

## Châteaux familiaux
Divers châteaux sont encore la propriété de branches de la famille : Pertenstein, Jettenbach, Seefeld, Winhöring et Pörnbach. La famille possédait autrefois deux grands hôtels à Munich : le palais Toerring-Jettenbach et le palais Toerring-Seefeld.

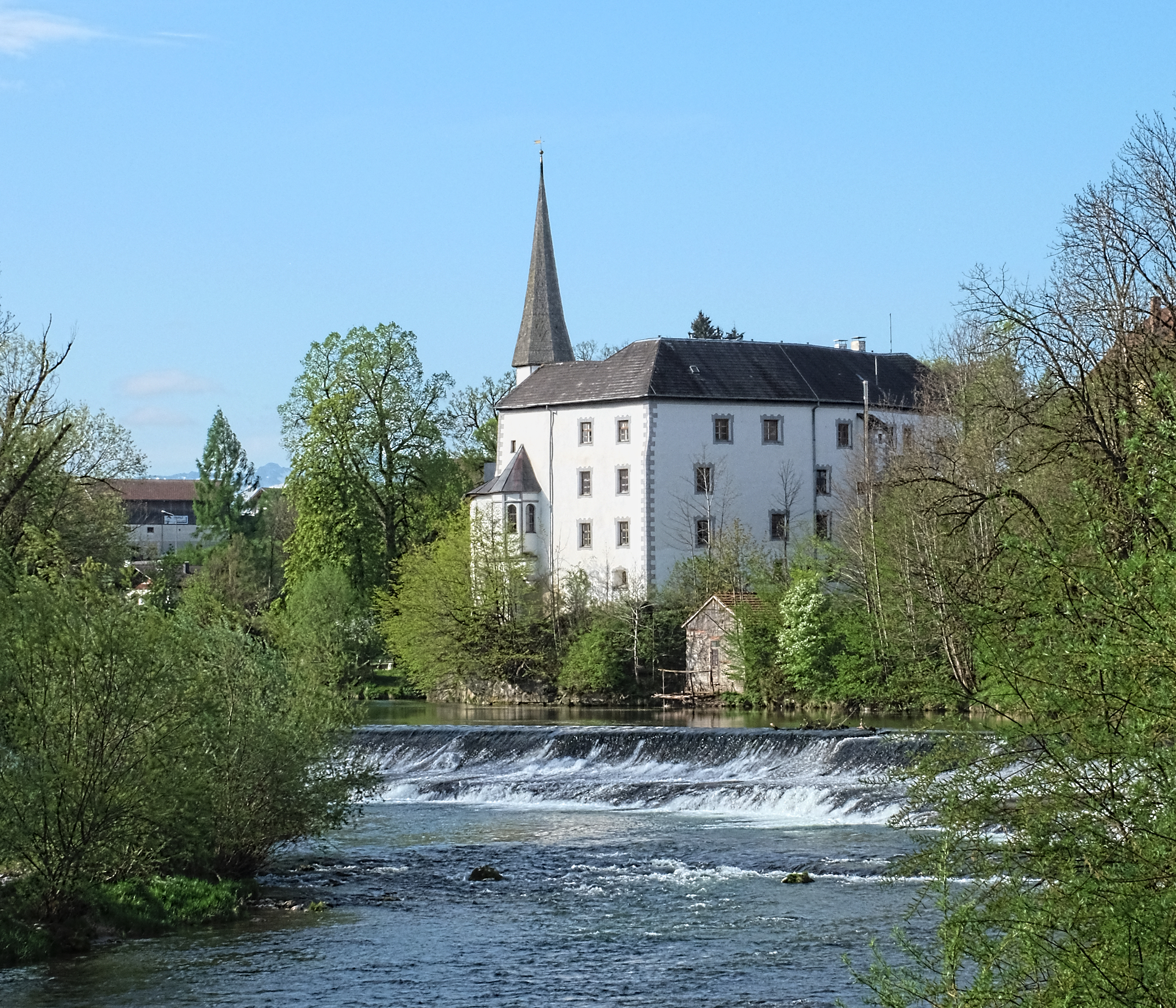
Le château de Pertenstein (propriété de la famille depuis 1382).
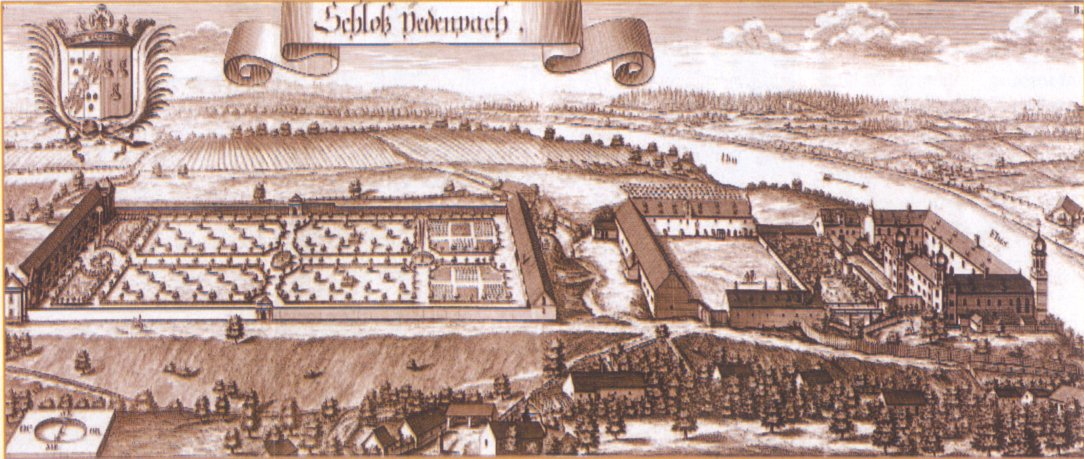
Le château de Jettenbach.
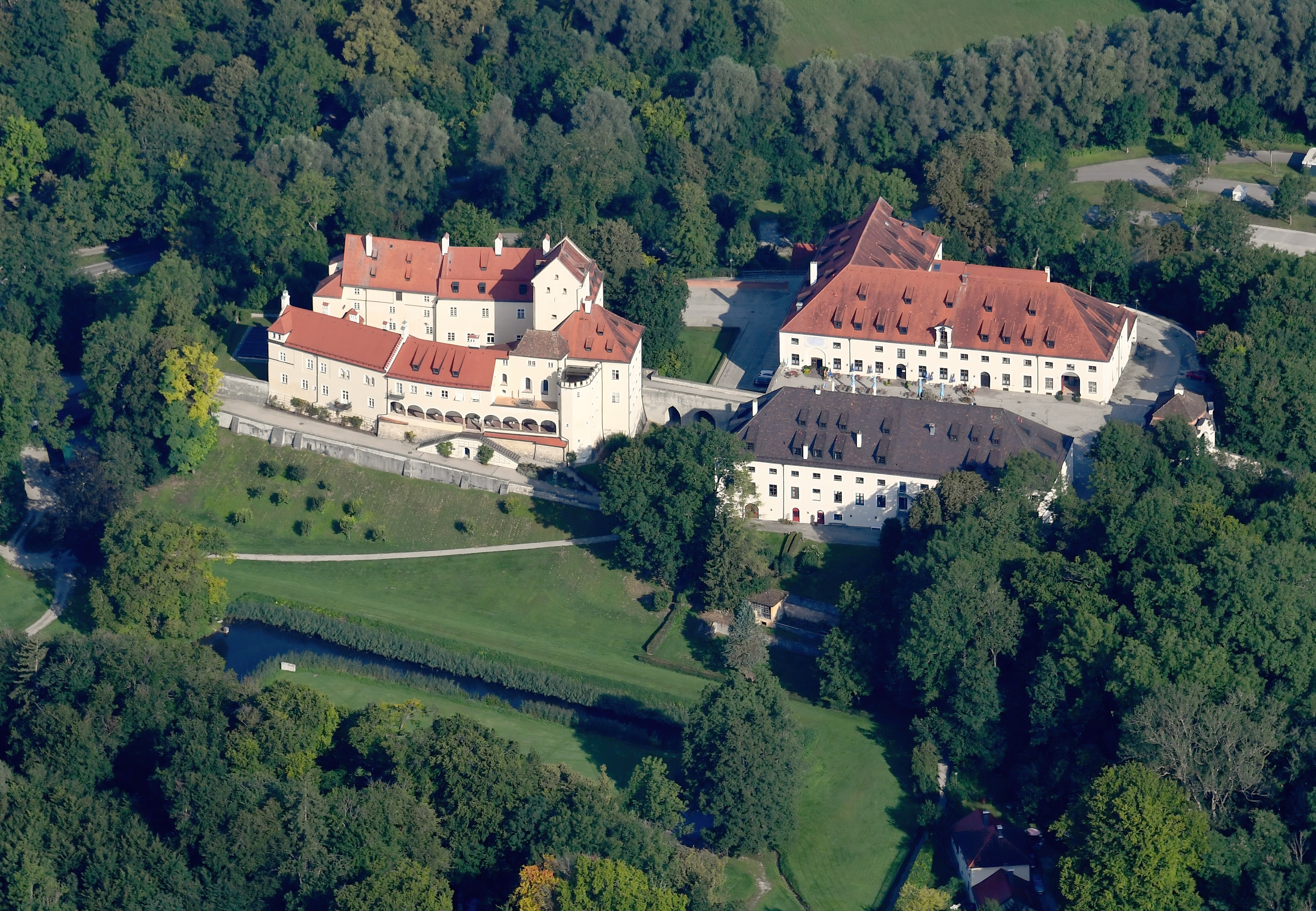
Le château de Seefeld (propriété de la famille depuis le milieu du XVe siècle).
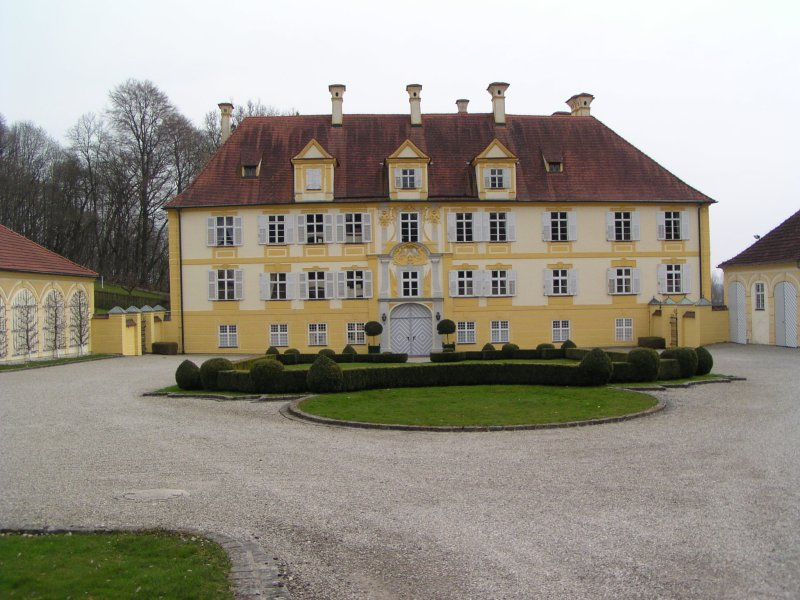
Le château de Frauenbühl à Winhöring (propriété de la famille depuis 1721).
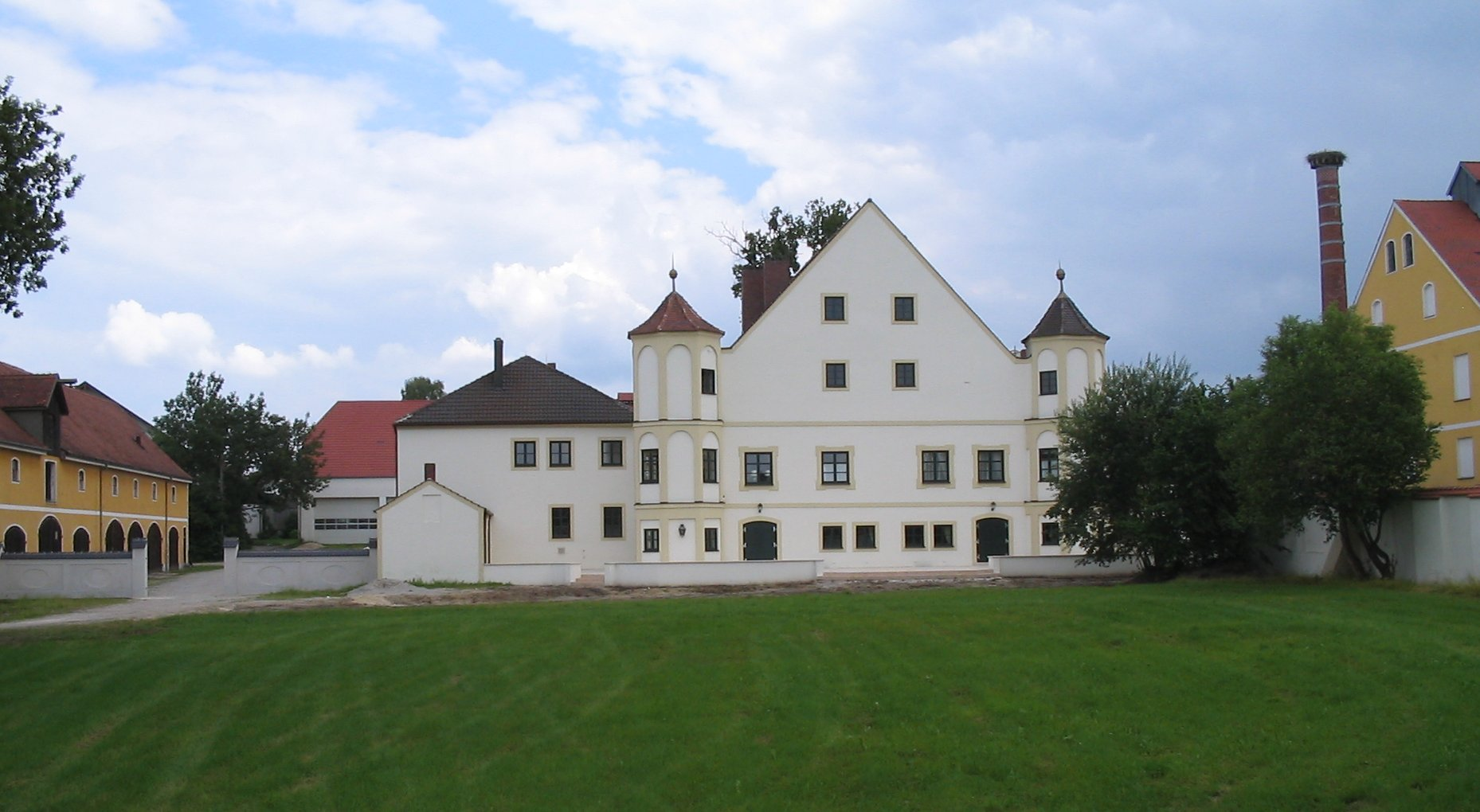
Le château de Pörnbach.
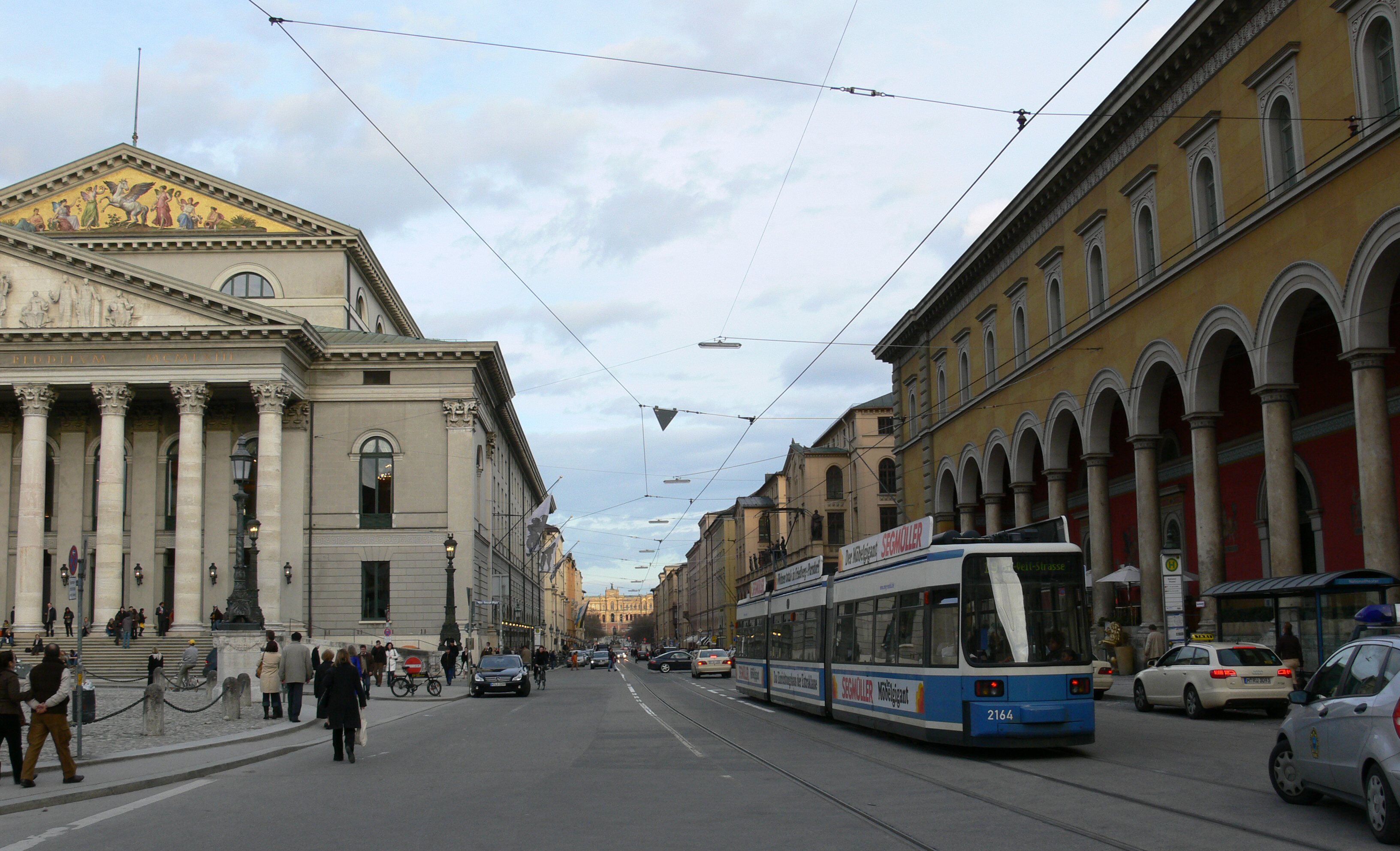
Le palais Toerring-Jettenbach à Munich (à droite, en face de l'opéra).
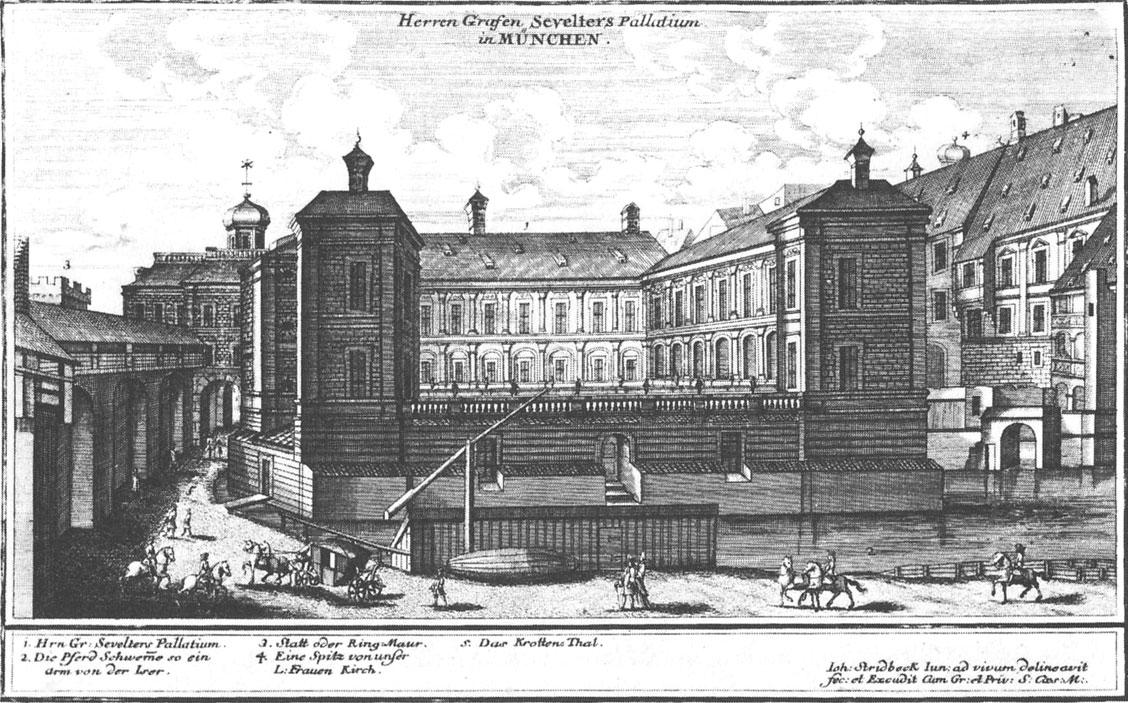
L'ancien palais Toerring-Seefeld à Munich (vers 1700).